# 迈克尔·文森特·德雷克
迈克尔·文森特·德雷克（英語：Michael Vincent Drake，1950年7月9日出生），美国大学行政人物、医学家，加州大学第21任校长。2014年至2020年6月任俄亥俄州立大学第15任校长。2005年至2014年担任加州大学欧文分校校监，在此之前担任过加州大学系统卫生事务副主任。

## 早年和教育
迈克尔·文森特·德雷克出生于纽约市，在新泽西州恩格尔伍德和加利福尼亚州萨克拉门托长大。他的父母分别是医生和社会工作者。他的母亲毕业于俄亥俄州扬斯敦的东部中学，之后在巴尔的摩上大学。在定居北加州之前，他们家曾在巴尔的摩、纳什维尔、田纳西州、纽约和新泽西州居住。
德雷克1967年毕业于C·K·麦克拉奇中学，之后升入斯坦福大学。1970年代初的大学暑假期间，他曾在淘兒唱片打工。他在加州大学旧金山分校获得医学学位，以及三个荣誉学位。

## 职业生涯
德雷克在加州大学旧金山分校医学院任教20多年，最终成为斯蒂芬·P·谢林眼科教授和高级副院长。然后，他担任了五年的加州大学系统卫生事务副主任。2005年7月至2014年6月，德雷克担任加州大学欧文分校校监。他还担任过眼科学（医学院）和教育学（教育学院）教授。
2005年，德雷克被任命为加州大学欧文分校的第五任校监。任期于2005年7月1日正式开始。2007年9月4日，德雷克解雇了法学院院长切梅林斯基，这一决定广受批评。尽管德雷克声称这个决定是他个人的，但随后的调查显示他受到了来自加州最高法院当时首席大法官罗纳德·乔治的压力，乔治不满切梅林斯基对死刑上诉问题的立场。后来德雷克与转到杜克大学法学院的切梅林斯基达成协议。2007年9月20日，切梅林斯基重新入主欧文分校法学院。
2014年1月30日，俄亥俄州立大学董事会任命德雷克为俄亥俄州立大学第15任校长。他于2014年6月30日开始在该大学任职。在他被任命时，他是美国文理科学院、国家医学院和NCAA第一级别的成员。2015年3月，德雷克入选摇滚名人堂公司董事会。
2020年7月7日，德雷克被选为加州大学第21任校长，这使他成为了加州大学152年历史上第一位非裔校长。

## 研究
德雷克的研究主要关注青光眼的治疗。1980年代，德雷克等人证实在氩激光小梁成形术之前施用氟比洛芬可显著控制炎症。1990年代，德雷克等人通过实践证明激光热巩膜造口术为其他全层过滤手术提供了替代方案。
2002年，德雷克等人发表了关于青光眼预防药物的研究。他们的研究测试了原发性开角型青光眼预防药物的效用和安全性，这种疾病在非裔中的发病率高于全国均值。这项研究证实了局部降眼压治疗的有效性。

## 个人生活
迈克尔的妻子是布伦达·德雷克。布伦达是一位律师，曾担任各类教育、国际卫生、金融、民权和艺术组织的董事或受托人，这些组织包括全国城市联盟、旧金山城市艺术与讲座、旧金山大学预科中学和金门银行。她是国际妇女健康组织意真达卫生有限公司的名誉董事和前董事会主席，后来又成为威克斯那中心基金会和哥伦布法律援助协会的董事会成员。德雷克夫妇有两个儿子和四个孙子孙女。
德雷克在淘兒唱片找到了第一份工作。他自己曾说，他“对音乐充满热情，这种爱好现在依然保持”。2015年，德雷克被任命为摇滚名人堂和博物馆公司董事会成员。他对音乐（尤其是摇滚和爵士乐）有着终生的兴趣，会弹吉他，并教授一门关于民权运动音乐的本科课程。

## 荣誉
德雷克曾获得加州大学校长奖、阿努埃尔·金艺术传奇与遗产奖、加州大学欧文分校奖、哥伦布伙伴关系成员、伯布里奇公共服务奖、阿斯伯里奖（临床科学）、迈克尔·J·霍根奖（实验室科学）、奥兰治县人际关系委员会表彰、多元文化校友名人堂、远见奖、卫生专业多元化冠军奖、弗雷德里克·罗伯茨奖、加州大学旧金山分校医学院年度校友等荣誉。